# Otto Ehrmann

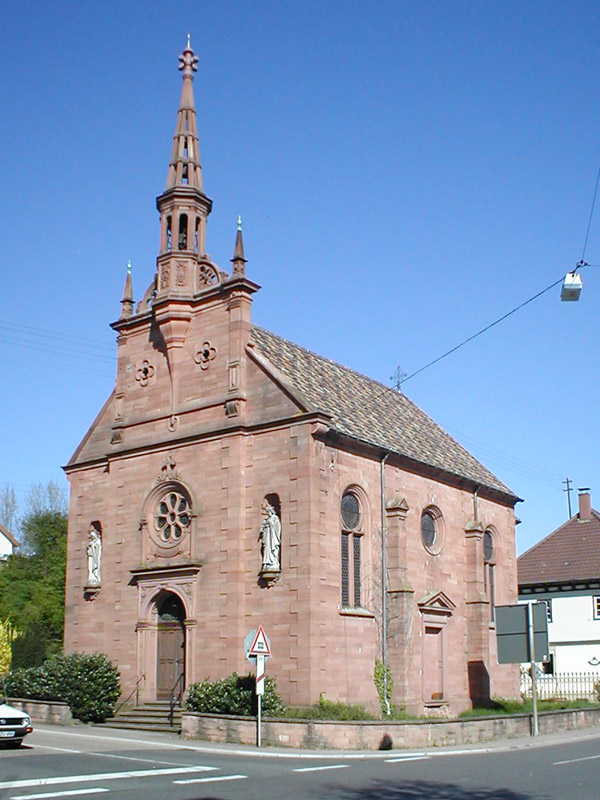
Marienkapelle in Waibstadt

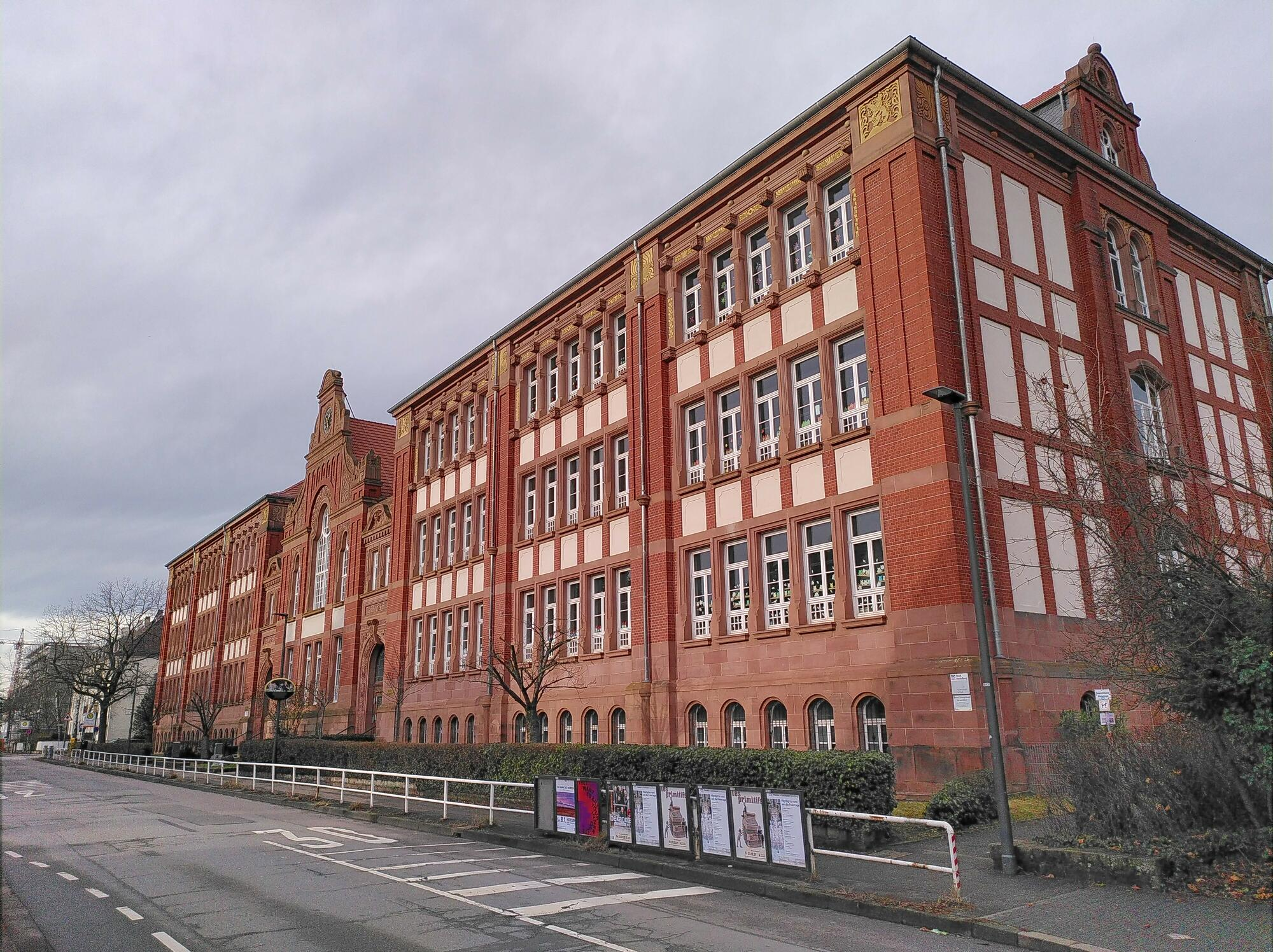
Mönchhofschule in Heidelberg

(Karl) Otto Ehrmann (* 1. September 1851 in Waibstadt; † 11. August 1928 in Heidelberg) war ein deutscher Architekt und kommunaler Baubeamter.

## Ausbildung

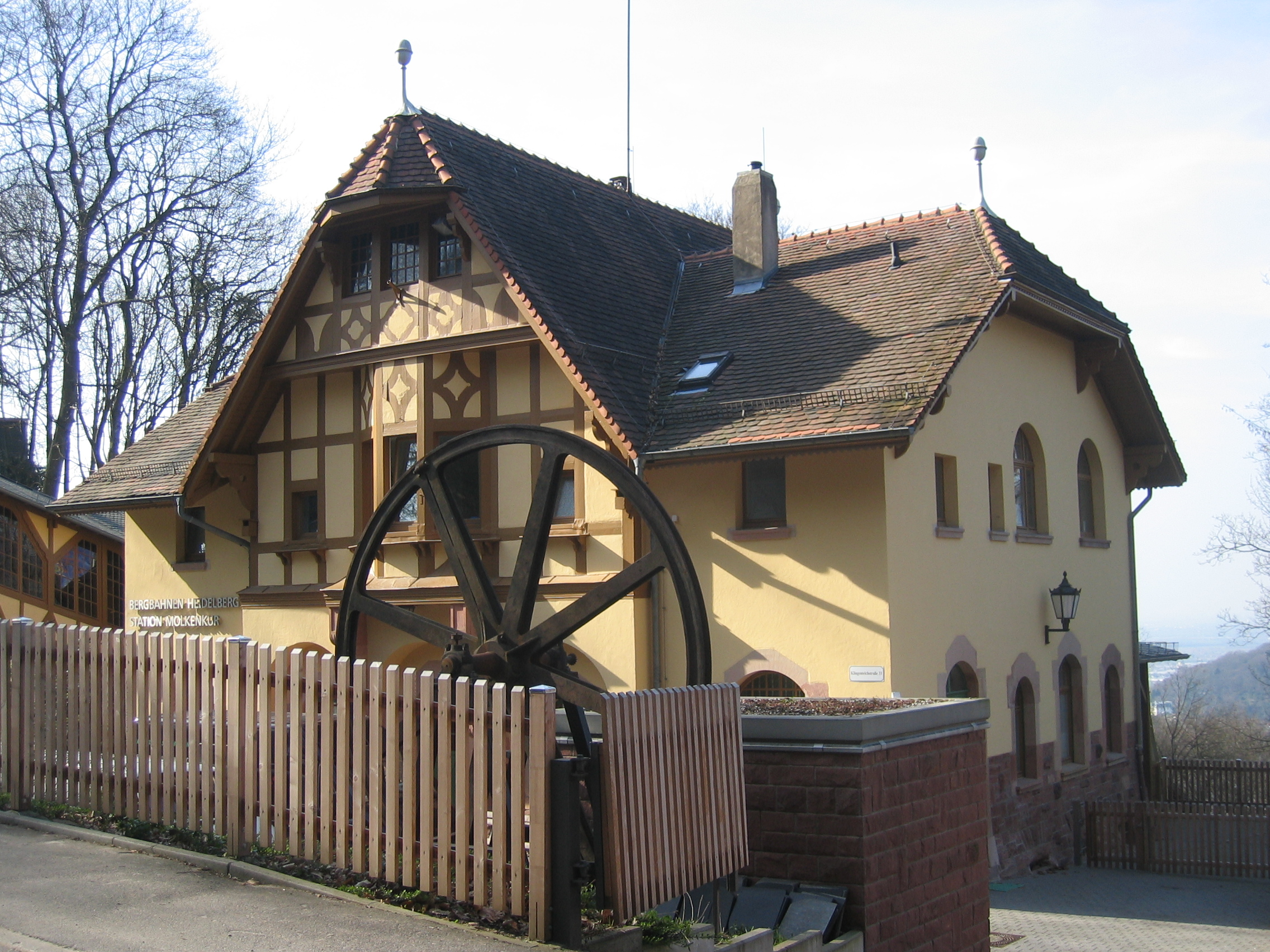
Bergbahnstation Molkenkur in Heidelberg

Otto Ehrmann studierte an der Technischen Hochschule Karlsruhe. Seit dem Studium gehörte er der Karlsruher Burschenschaft Teutonia an. Später wurde er auch Alter Herr der Burschenschaft Cimbria Charlottenburg und der Burschenschaft Arminia Würzburg. Während seines Wehrdienstes erhielt er 1877 als Vize-Feldwebel die Silberne Rettungsmedaille Großherzog Friedrich I.
Von 1888 bis 1921 war er bei der kommunalen Bauverwaltung der Stadt Heidelberg tätig. Dort gehören zu seinen Bauten 1893 das Verwaltungsgebäude und der Uhrturm des Schlachthofs, 1899 das Landfriedsche Bürgerstift, 1902 das Direktionsgebäude des Schlachthofs, 1903 die Mönchhofschule, 1903 und 1905 West- und Ostflügel des Schulhauses Neuenheim, 1906 und 1909 der Mittelbau, Ostflügel und Westflügel der späteren Wilckensschule. Er war ebenfalls für die Herrichtung der Städtischen Sammlungen im Palais Morass sowie für die Erweiterung der Molkenkur zuständig. In seiner Heimatstadt Waibstadt entwarf er das 1896 fertiggestellte Volksschulgebäude, in dem sich heute die städtische Bücherei Waibstadt befindet, sowie die 1884 erbaute Marienkapelle „Maria Rosenkranzkönigin“. 1910 bis 1911 wurde nach Ehrmanns Plänen das städtische Krankenhaus Waibstadt errichtet.

## Quellen

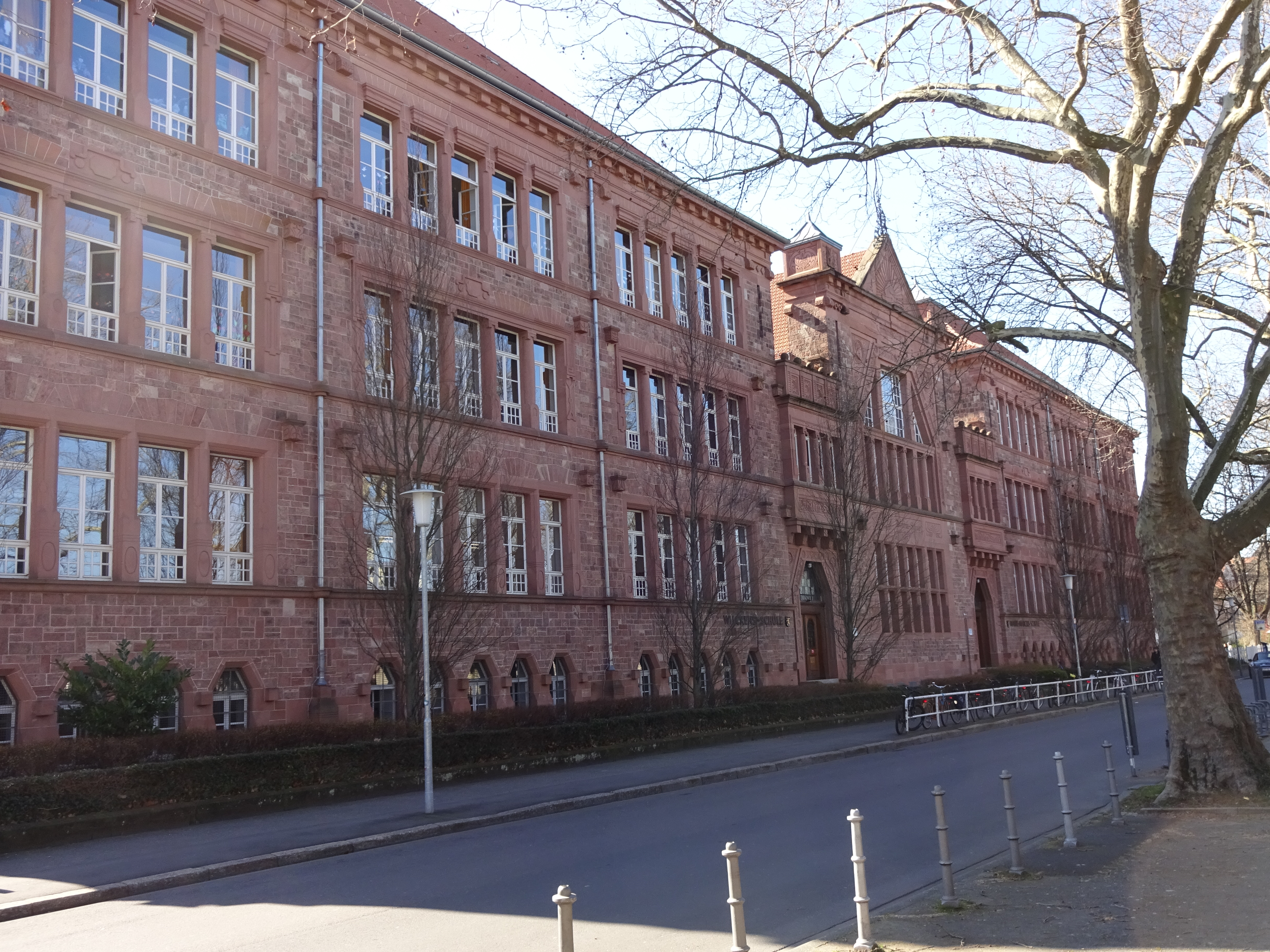
Wilckenschule Heidelberg

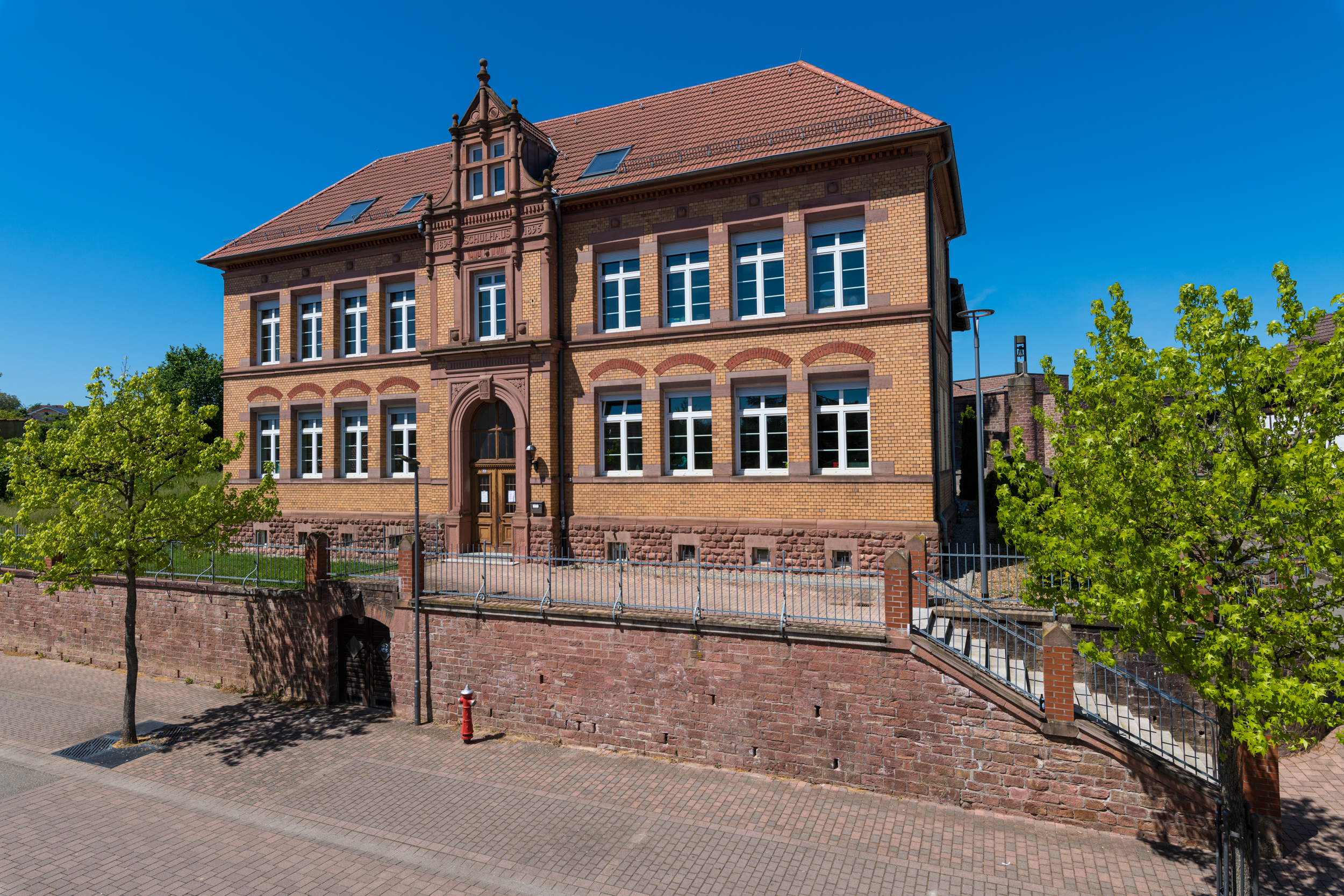
Das ehemalige Volksschulgebäude von 1896 in Waibstadt.